# Сферические теоремы косинусов

Сферический треугольник.

Первая и вторая сферические теоремы косинусов устанавливают соотношения между сторонами и противолежащими им углами  сферического треугольника.

## Формулировка
Теоремы косинусов для сферического треугольника со сторонами a, b, c и углами A, B, C имеют следующий вид:
{\displaystyle \cos c=\cos a\cos b+\sin a\sin b\cos C,}
{\displaystyle \cos A=-\cos B\cos C+\sin B\sin C\cos a.}
Эти две теоремы двойственны по отношению друг к другу, поскольку углы и стороны всякого сферического треугольника дополняются до развёрнутого угла сторонами и углами соответствующего полярного треугольника. Поэтому достаточно доказать одну из них.
Доказательство проведём с помощью проекций.
На рисунке показан сферический треугольник ABC на сфере радиуса R с центром в точке O. BP — перпендикуляр к плоскости большого круга, проходящего через сторону b, BM — перпендикуляр к OC, BN — перпендикуляр к OA. По утверждению, обратному теореме о трёх перпендикулярах, PM — перпендикуляр к OC, PN — перпендикуляр к OA. Заметим, что угол PMB равен π - C, кроме того, ON = R cos c и OM = R cos a. Далее, проецируем ломаную OMPN на прямую, содержащую ON.
{\displaystyle {\mbox{pr }}ON={\mbox{pr }}OM+{\mbox{pr }}MP+{\mbox{pr }}PN},
{\displaystyle PN\perp OA\Rightarrow {\mbox{pr }}PN=0},
{\displaystyle {\mbox{pr }}OM=OM\cos b=R\cos a\cos b},
{\displaystyle {\mbox{pr }}MP=PM\cos(\pi -({\frac {\pi }{2}}-\angle MPN))=PM(-\sin \angle MPN)}
{\displaystyle =BM\cos \angle PMB(-\sin b)=BM\cos(\pi -C)(-\sin b)=R\sin b\sin a\cos C}.
Подставляем три последних выражения и указанное выше выражение ON = R cos c в первое выражение и получаем:
{\displaystyle \cos c=\cos a\cos b+\sin a\sin b\cos C}.
Теоремы косинусов для двух других сторон, то есть теорему для cos a и теорему для cos b, получаем аналогично, их также можно получить сразу из формулы для стороны c при помощи круговой перестановки букв:

Сферический треугольник для определения кратчайшего расстояния между точками на Земле.

{\displaystyle a\rightarrow b\rightarrow c\rightarrow a,A\rightarrow B\rightarrow C\rightarrow A}

## Следствия и применение
Если угол C — прямой, первая теорема косинусов переходит в сферическую теорему Пифагора:
{\displaystyle \cos c=\cos a\cos b.}
Хотя для решения косоугольных сферических треугольников обычно используются более удобные формулы, с помощью теоремы косинусов выводится важная для геодезии формула длины ортодромии — кратчайшего расстояния между точками на земной поверхности с известными координатами (в предположении сферичности Земли). Обозначим географические широты двух данных точек {\displaystyle \varphi _{A}} и {\displaystyle \varphi _{B}}, разность долгот — {\displaystyle \Delta \lambda _{AB}}, кратчайшее расстояние между ними обозначим d, длину дуги в 1 градус — a. Тогда формула длины ортодромии:
{\displaystyle \cos \left({\frac {d}{a}}\right)=\sin \varphi _{A}\cdot \sin \varphi _{B}+\cos \varphi _{A}\cdot \cos \varphi _{B}\cdot \cos \Delta \lambda _{AB}}
Эта формула сразу получается применением теоремы косинусов к стороне AB сферического треугольника PnAB. Подобная формула справедлива для любой сферической поверхности и поэтому её можно применять также для определения углового расстояния между звёздами по известным их экваториальным координатам.
Определим угловое расстояние (x) между звездой δ Цефея (экваториальные координаты: α1=22ч 29м, δ1=+58° 25′) и галактикой Туманность Андромеды (α2=0ч 43м, δ2=+41° 16′) на небесной сфере. Выражаем α1 в градусах и долях градуса:
{\displaystyle \alpha _{1}=\left(22+{\frac {29}{60}}\right)\cdot {\frac {360}{24}}=337^{\circ },25}
Аналогично получаем, что α2=10°,75. Выражаем δ1 в градусах и долях градуса:
{\displaystyle \delta _{1}=58+{\frac {25}{60}}=58^{\circ },42}
Аналогично δ2=41°,27. Применяем теорему косинусов:
{\displaystyle {\begin{aligned}\cos x&=\cos(90^{\circ }-\delta _{1})\cdot \cos(90^{\circ }-\delta _{2})+\sin(90^{\circ }-\delta _{1})\cdot \sin(90^{\circ }-\delta _{2})\cdot \cos(\alpha _{1}-\alpha _{2})\\&=\sin 58^{\circ },42\cdot \sin 41^{\circ },27+\cos 58^{\circ },42\cdot \cos 41^{\circ },27\cdot \cos(337^{\circ },25-10^{\circ },75)\\&=0,89\end{aligned}}}
Отсюда x=27°,11.
Теорема косинусов в её втором виде (соотношение между тремя углами и стороной) может быть применена для вычисления взаимного наклонения двух орбит при известном наклонении каждой орбиты к какой-то другой плоскости. Например, по этой формуле можно вычислить наклонение орбиты Плутона к орбите Нептуна, используя наклонения их орбит к эклиптике и долготы их восходящих узлов.
Определим взаимное наклонение (x) орбит Плутона (наклонение орбиты к эклиптике — 17°,14, долгота восходящего узла — 110°,30) и Нептуна (наклонение орбиты к эклиптике — 1°,77, долгота восходящего узла — 131°,79). В соответствующем сферическом треугольнике известны два угла: один равен наклонению орбиты Плутона к эклиптике, другой — дополнению наклонения орбиты Нептуна к эклиптике до 180 градусов. Известна также прилегающая к этим углам сторона, равная разности долгот восходящих узлов Плутона и Нептуна. Осталось применить второй вариант теоремы косинусов — для углов:
{\displaystyle {\begin{aligned}\cos x&=-\cos(17^{\circ },14)\cdot \cos(180^{\circ }-1^{\circ },77)+\sin(17^{\circ },14)\cdot \sin(180^{\circ }-1^{\circ },77)\cdot \cos(131^{\circ },79-110^{\circ },30)\\&\approx 0,9636\\\end{aligned}}}
Отсюда x≈15°,51.

## История
Математики средневекового Востока использовали утверждение, равносильное сферической теореме косинусов, при решении конкретных астрономических задач. Эти соотношения, используемые при определении высоты Солнца, встречаются в сочинениях Сабита ибн Корры, ал-Махани, ал-Баттани, Ибн Юниса, ал-Бируни.
Первая явная формулировка теоремы дана в XV веке Региомонтаном, который назвал её «теоремой Альбатегния» (по латинизированному имени ал-Баттани).